# Vstop Španije v Evropsko unijo
Španija je 1. januarja 1986 uradno podpisala pogodbo in vstopila v Evropsko unijo. Proces sprejema Španije v Evropsko unijo se je začel poleti 1977 in je trajal skoraj celo desetletje. Španija se je soočala s številnimi težavami in ovirami, ki jih je morala premagati, preden je vstopila. Vstop je pomenil rešitev za Španijo, to je bila pot do modernizacije.

## Začetki
Leta 1962 je španska vlada prvič predložila prošnjo za članstvo, da bi postala članica in zaveznica Evropske unije. Vendar pa zaradi svoje preteklosti, zaradi diktatorialnega režima, niso prišli do nobenega dogovora. Ostale države članice niso želele sodelovati z državo, ki se je še vedno borila s posledicami diktature. 
Leta 1964 je Španija zaprosila za pogodbo o trgovski izmenjavi (špansko Convenio de intercambio comercial), vendar brez uspeha. Šele leta 1970 je podpisala trgovski sporazum (špansko Acuerdo comercial preferencial).

## Pogajanja
Po volitvah leta 1977, ki so bile prve svobodne volitve v Španiji po Francovi diktaturi, so države članice Evropske unije začele s pogajanji. Španija je želela doseči dogovor v čim krajšem času, ki bi ustrezal obema stranema, vendar ji ni uspelo. Proces integracije v Evropsko unijo se je zavlekel zaradi številnih ekonomskih in političnih težav. Tako so pogajanja trajala skoraj deset let, saj so bili postopki vmes velikokrat prekinjeni in ustavljeni.

## Vstop v zvezo NATO
Leta 1982 je Španija, pod vlado Leopolda Calva Sotela, vstopila v zvezo NATO.

## Pogodba in akt o pristopu v Evropsko unijo
Pod taktirko Ministra za zunanje zadeve, Fernanda Morána, so se leta 1984 pogajanja približevala koncu. Junija 1985 je Španija uradno podpisala pogodbo in akt o pristopu v Evropsko unijo (špansko Tratado y acto de adhesión a la Comunidad Europea) v Kraljevi palači v Madridu. In tako je s 1. januarjem 1986 postala članica Evropske unije. To je bil zgodovinski dan za Španijo. S tem korakom se je začela razvijati, izboljšala je svojo ekonomijo in odprla se je zunanjim trgom.
Vstop v Evropsko Unijo je pomenil konec tranzicije in demokracijo v polnem pomenu.